# Кисканышта
Кисканышта (баш. Киҫкәнеште) — река в России, протекает по Башкортостану. Устье реки находится в 208 км по левому берегу реки Большой Инзер. Длина реки составляет 12 км.
Берёт начало из родника в урочище Галимкина Поляна.

## Данные водного реестра
По данным государственного водного реестра России относится к Камскому бассейновому округу, водохозяйственный участок реки — Сим от истока и до устья, речной подбассейн реки — Белая. Речной бассейн реки — Кама.
Код объекта в государственном водном реестре — 10010200612111100019546.